# Iryna Merkuszyna
Iryna Wołodymiriwna Merkuszyna z d. Korczahina (ukr. Ірина Володимирівна Меркушина, ur. 8 marca 1968 r. w Kujbyszewie) – ukraińska biathlonistka, srebrna medalistka mistrzostw świata.

## Kariera
W Pucharze Świata zadebiutowała 6 marca 1993 roku w Lillehammer, zajmując 44. miejsce w sprincie. Pierwsze punkty zdobyła pięć dni później w Östersund, gdzie była siódma w biegu indywidualnym. Nigdy nie stanęła na podium indywidualnych zawodów pucharowych, jednak czterokrotnie dokonała tego w zawodach drużynowych. Najlepsze wyniki osiągnęła w sezonie 1992/1993, kiedy zajęła 34. miejsce w klasyfikacji generalnej.
Podczas mistrzostw świata w Chanty-Mansyjsku w 2003 roku wspólnie z Oksaną Chwostenko, Ołeną Petrową i Oksaną Jakowlewą wywalczyła srebrny medal w sztafecie. Była też między innymi szósta w sztafecie i dwunasta w biegu indywidualnym na mistrzostwach świata w Borowcu w 1993 roku. Ponadto zdobywała brązowe medale w sztafecie na mistrzostwach Europy w Haute Maurienne w 2001 roku i rozgrywanych rok później mistrzostwach Europy w Kontiolahti. Brała też udział w igrzyskach olimpijskich w Nagano w 1998 roku, gdzie w swoim jedynym starcie zajęła 49. miejsce w sprincie.

## Osiągnięcia

### Igrzyska olimpijskie
| Rok  | Miejscowość | Konkurencje | Konkurencje | Konkurencje | Konkurencje | Konkurencje | Konkurencje | Konkurencje |
| Rok  | Miejscowość | IN          | SP          | PU          | MS          | RL          | MR          | SR          |
| ---- | ----------- | ----------- | ----------- | ----------- | ----------- | ----------- | ----------- | ----------- |
| 1998 | Nagano      | –           | 49.         | nd.         | nd.         | –           | nd.         | –           |

### Mistrzostwa świata
| Rok  | Miejscowość     | Konkurencje | Konkurencje | Konkurencje | Konkurencje | Konkurencje | Konkurencje | Konkurencje |
| Rok  | Miejscowość     | IN          | SP          | PU          | MS          | RL          | MR          | SR          |
| ---- | --------------- | ----------- | ----------- | ----------- | ----------- | ----------- | ----------- | ----------- |
| 1993 | Borowec         | 12.         | 50.         | nd.         | nd.         | 6.          | nd.         | –           |
| 1997 | Osrblie         | –           | 31.         | 38.         | nd.         | –           | nd.         | –           |
| 2000 | Oslo/Lahti      | 60.         | –           | –           | –           | –           | nd.         | –           |
| 2003 | Chanty-Mansyjsk | DNS         | 35.         | 36.         | –           | 2.          | nd.         | –           |

### Puchar Świata

#### Miejsca w klasyfikacji generalnej
| Sezon     | Miejsce |
| --------- | ------- |
| 1992/1993 | 34.     |
| 1993/1994 | 74.     |
| 1995/1996 | -       |
| 1996/1997 | 56.     |
| 1997/1998 | 69.     |
| 1999/2000 | 50.     |
| 2000/2001 | 60.     |
| 2001/2002 | 83.     |
| 2002/2003 | -       |
| 2003/2004 | -       |

#### Miejsca na podium chronologicznie
Merkuszyna nigdy nie stanęła na podium indywidualnych zawodów PŚ.